# توني ويست
توني ويست (بالإنجليزية: Tony West)‏ (ولد في 12 أغسطس 1965 في سان فرانسيسكو في الولايات المتحدة) . هو محامي أمريكي، 
ومسؤول حكومي سابق ونائب الرئيس الأول الحالي وكبير المسؤولين القانونيين في أوبر. قبل أوبر، شغل ويست منصب مساعد المدعي العام للولايات المتحدة والمستشار العام لشركة بيبسيكو. شغل ويست سابقًا منصب مساعد المدعي العام للقسم المدني، وهو أكبر قسم للتقاضي في وزارة العدل.
خلال الفترة التي قضاها في وزارة العدل، لعب ويست دورًا في قرار الإدارة الأمريكية بالتوقف عن الدفاع عن قانون الدفاع عن الزواج (DOMA) بعد أن خلص إلى أن القانون غير دستوري. كما شارك ويست أيضًا في الجهود التي بذلتها الوزارة لاستعادة 37 مليار دولار من المؤسسات المالية الكبيرة، وعمل على جهود الوزارة لتحسين السلامة العامة في البلاد الهندية، بما في ذلك الأحكام القبلية في إعادة تفويض قانون العنف ضد المرأة (VAWA) لعام 2013. في 21 أغسطس 2014، أعلن ويست عن تسوية بقيمة 16.65 مليار دولار أمريكي مع بنك أوف أمريكا لتسوية المطالبات الفيدرالية ومطالبات الولايات ضد بنك أوف أمريكا والشركات التابعة له السابقة والحالية، بما في ذلك شركة كونتري وايد المالية وميريل لينش.
ويست هو صهر نائبة الرئيس الأمريكي كامالا هاريس لكونه زوج أختها مايا هاريس.